# Rivière Moby-Dick
Pour les articles homonymes, voir Moby Dick (homonymie).

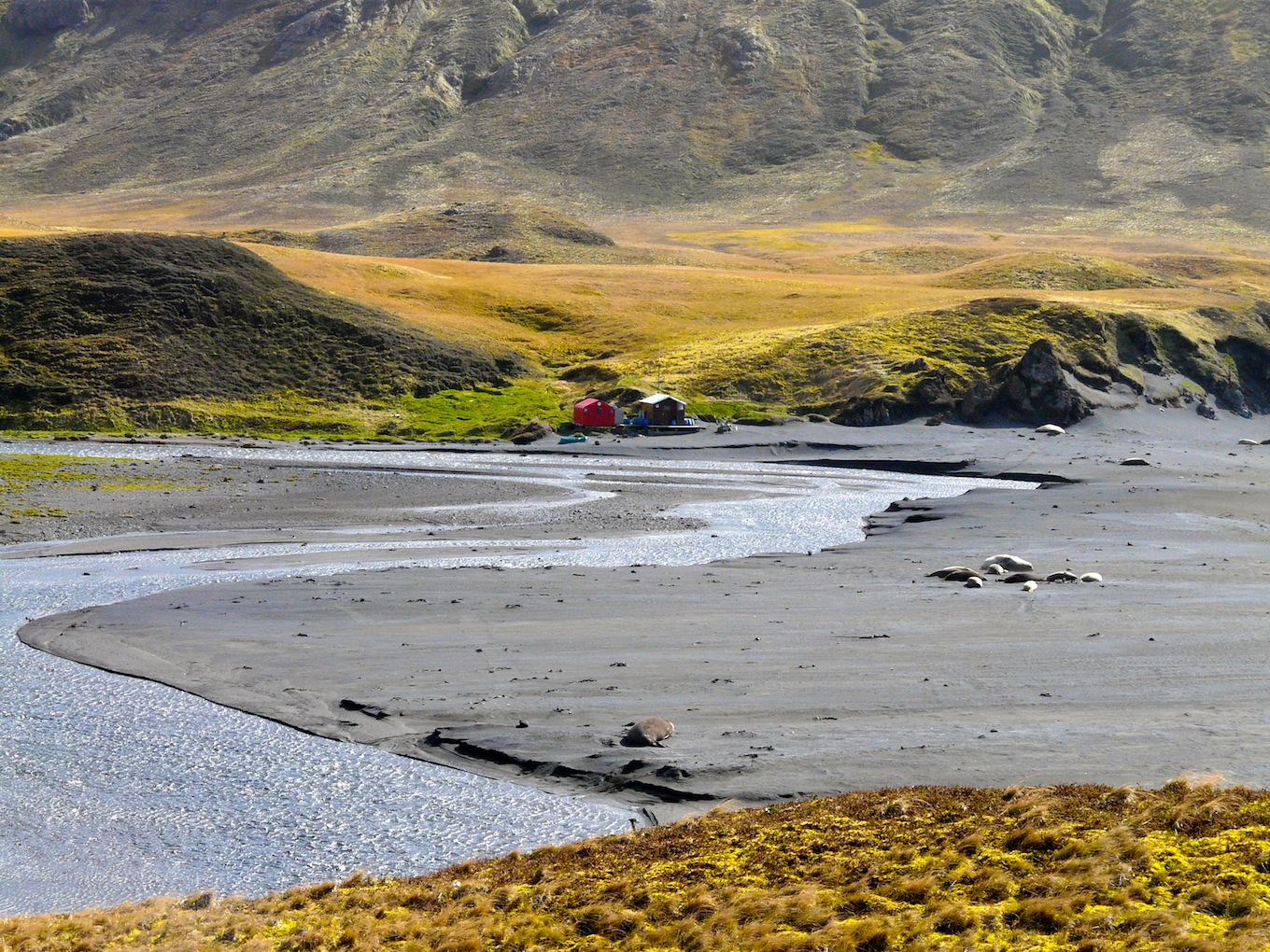
Débouché de la rivière Moby-Dick dans la baie Américaine.

La rivière Moby-Dick est une rivière de l'île de la Possession de l'archipel Crozet dans le sud-ouest de l'océan Indien. Elle traverse une grande partie du centre de l'île dans le sens ouest-est sur une dizaine de kilomètres. Elle prend sa source sur les pentes du mont du Mischief, traverse ensuite la vallée tourbeuse des Branloires, plus grande vallée de l'île, et se jette dans la baie Américaine au nord-est de l'île. Anciennement rivière Marinette, elle a été nommée Moby-Dick en 1962 par le groupe de travail de toponymie, en référence au roman de Herman Melville et de la chasse à la baleine (des baleiniers anglo-saxons venaient au XIXe relacher dans cette baie). 